# Simone Grotzkyj
Simone Grotzkyj (Pesaro, 28 de septiembre de 1988) es un ex piloto italiano de motociclismo, que compitió en el Campeonato del Mundo de Motociclismo entre 2005 y 2012.

## Carrera Deportiva
En 2000 debutó en el mundo de minimoto, ocupando el tercer lugar en el campeonato regional, el octavo en el campeonato italiano y el cuarto en el Europeo. En 2001 ganó el campeonato interregional, se proclamó el subcampeón en el campeonato regional, tercero en el campeonato italiano y segundo en el campeonato europeo. En 2002 volvió a ganar el campeonato interregional, revalidó el subcampeonato en el regional y cuarto en la competición nacional.
En 2003, debutó en la categoría de 125ccc y aterrizó en el campeonato italiano y en el trofeo Honda. En su primer año conquista un podio en la última ronda del trofeo Honda en el circuito de Misano. En 2004, debido a la caída de mitad de temporada durante la carrera en el campeonato europeo en el circuito de Vallelunga, se rompe la muñeca y el pie derecho, y se ve obligado a una larga convalecencia.
En 2005 cambió de moto y fichó por Aprilia, disputando el Campeonato de Italia y el Español. En el italiano sube seis veces al podio, y en la última carrera se proclama Campeón de Italia. En el español, sin embargo, concluye 4 de las 7 carreras programadas, llevándose a casa un tercer lugar en la carrera de Albacete y terminando décimo en la clasificación general. También en 2005, logra una wildcar en la clase de 125 cc con motivo del GP de Italia, pero no comienza la carrera.
En 2006, participa regularmente en el Mundial con una Aprilia RS 125 R del equipo Campetella Racing Junior, con su compañero de equipo Andrea Iannone, obteniendo como mejor lugar un 16.º lugar en Motegi en G.P. de Japón. En 2007, montando la Aprilia del equipo Multimedia Racing (y con Raffaele De Rosa como compañero) cierra la temporada en el puesto 29 en la clasificación general, conquistando un punto en la carrera de Jerez en GP de España. En 2008, después de un breve paso en el Campeonato Europeo de Superstock 600, fue llamado por el equipo Campetella Racing para competir con una Gilera RSV 250 para reemplazar, a partir del GP de San Marino, Manuel Poggiali en el campeonato mundial de 250. Grotzkyj hizo su debut en esta clase, ganando 5 puntos mundiales en cuatro carreras y terminando 24.º en el campeonato.
En 2009, sufrió una lesión en marzo durante una sesión de entrenamiento. Regresó a las competiciones el 12 de agosto en el Campeonato italiano de velocidad de 125 en Misano, obteniendo la tercera posición en la calificación con una moto del equipo Gold Racing-Pas. En diciembre firmó un acuerdo con el equipo FB Corse para competir, en algunas carreras en Moto2 en el 2010. En junio de 2010, rescinde de mutuo acuerdo el contrato con FB Corse y regresa al Campeonato Mundial en el GP de Mugello a bordo de una Aprilia del equipo Fontana Racing. Al terminar 15.º en la carrera, ganó un punto en el campeonato mundial, luego logró sumar varias veces, obteniendo como mejor resultado un noveno lugar en el GP de Holanda y acaba con 26 puntos en el campeonato mundial.
En 2011, ficha por el equipo Phonica Racing, con Taylor Mackenzie y Giulian Pedone como compañeros de escuadra. Su mejor posición es un octavo puesto en GP de la República Checa y termina la temporada en la posición 16.º con 32 puntos. Esta temporada se ve obligado a perderse a San Marino, Aragón, Japón, Australia y Malasia debido a una fractura en su mano derecha remediada en los entrenamientos libres del GP de San Marino. En 2012, permanece en el mismo equipo (que sin embargo cambia su nombre de Ambrogio Next Racing), compite en la recién creada Moto3 conduciendo inicialmente un Oral M3 y, desde el GP de Francia, de un Suter MMX3. Sin embargo, fue reemplazado después del Gran Premio de Italia por Álex Márquez, logrando anotar solo un punto con el decimoquinto lugar en Alemania.
En 2013, da el salto en el Campeonato de Europa de Superstock 1000 con una Kawasaki ZX-10R del team Pedercini, sus compañeros son Alessandro Andreozzi, Lorenzo Savadori, Federico Dittadi y Leandro Mercado. Grotzkyj cierra la temporada con 9 puntos y el vigésimo puesto en la clasificación general. Al año siguiente,sigue en la categorías y con el mismo equipo pero solo puede participar en cuatro carreras.

## Resultados de carrera

### Carreras por año
(Carreras en negrita indica pole position, carreras en cursiva indica vuelta rápida).
| Año  | Clase | Moto        | 1       | 2       | 3       | 4       | 5       | 6       | 7       | 8       | 9       | 10      | 11     | 12      | 13     | 14      | 15      | 16     | 17      | Pts. | Pos. |
| ---- | ----- | ----------- | ------- | ------- | ------- | ------- | ------- | ------- | ------- | ------- | ------- | ------- | ------ | ------- | ------ | ------- | ------- | ------ | ------- | ---- | ---- |
| 2005 | 125cc | Aprilia     | ESP -   | POR -   | CHN -   | FRA -   | ITA DNS | CAT -   | NED -   | GBR -   | GER -   | CZE -   | JPN -  | MAL -   | QAT -  | AUS -   | TUR -   | VAL -  |         | 0    | -    |
| 2006 | 125cc | Aprilia     | ESP 31  | QAT 23  | TUR 30  | CHN 24  | FRA Ret | ITA 24  | CAT Ret | NED 26  | GBR 24  | GER Ret | CZE 29 | MAL DNS | AUS 21 | JPN 16  | POR Ret | VAL 28 |         | 0    | -    |
| 2007 | 125cc | Aprilia     | QAT Ret | ESP 15  | TUR Ret | CHN 17  | FRA 18  | ITA 22  | CAT Ret | GBR 17  | NED 25  | GER Ret | CZE 30 | RSM 28  | POR 21 | JPN Ret | AUS 21  | MAL 20 | VAL Ret | 1    | 29.º |
| 2008 | 250cc | Gilera      | QAT -   | ESP -   | POR -   | CHN -   | FRA -   | ITA -   | CAT -   | GBR -   | NED -   | GER -   | CZE -  | RSM 15  | IND C  | JPN Ret | AUS 15  | MAL 14 | VAL 15  | 5    | 24.º |
| 2010 | 125cc | Aprilia     | QAT -   | ESP -   | FRA -   | ITA 15  | GBR 14  | NED 9   | CAT 12  | GER Ret | CZE Ret | IND 17  | RSM 14 | ARA Ret | JPN 13 | MAL Ret | AUS 15  | POR 12 | VAL 14  | 26   | 19.º |
| 2011 | 125cc | Aprilia     | QAT 14  | ESP 17  | POR 10  | FRA 12  | CAT 25  | GBR Ret | NED 12  | ITA 13  | GER 17  | CZE 8   | IND 11 | RSM DNS | ARA -  | JPN -   | AUS -   | MAL -  | VAL -   | 32   | 16.º |
| 2012 | Moto3 | Oral        | QAT 22  | ESP Ret | POR DSQ |         |         |         |         |         |         |         |        |         |        |         |         |        |         | 1    | 39.º |
| 2012 | Moto3 | Suter Honda |         |         |         | FRA Ret | CAT 23  | GBR 20  | NED 23  | GER 15  | ITA 22  | IND -   | CZE -  | RSM -   | ARA -  | JPN -   | MAL -   | AUS -  | VAL -   | 1    | 39.º |